# University of Tennessee Space Institute
L'University of Tennessee Space Institute (UTSI) est une antenne de l'Université du Tennessee adossée à l'Arnold Engineering Development Complex à Tullahoma, Tennessee.

## Histoire
À partir de 1956 l'US Air Force finance à l'Université du Tennessee des formations spécifiques pour ses techniciens et ingénieurs. Cette collaboration est finalisée en 1964 par la création de l'UTSI.

## Les formations
L'UTSI offre des formations dans les domaines suivants :
- ingénierie et gestion industrielle,
- ingénierie mécanique, techniques de l'aérospatial et de la biomédecine,
- physique.

Elle offre un enseignement à distance.
L'institut est associé à l'Université technique de Rhénanie-Westphalie à Aix-la-Chapelle.
Un effort est mené en recherche appliquée dans les domaines de l'ingénierie aérospatiale, des mathématiques, de la mécanique, de la physique et de la métallurgie.